# 아사쿠라촌 (아키타현)
아사쿠라촌(朝倉村)은 아키타현 히라카군에 있던 촌이다. 현재의 요코테시 중심부의 북쪽에 접한 지역에 해당한다.

## 역사
- 1889년 4월 1일 - 정촌제 시행에 의해 무쓰나리촌, 세이죠촌, 스기메촌, 스기사와촌, 야하타촌의 구역으로 구성해 성립하였다.
- 1933년 4월 15일 - 요코테시에 편입되었다. 동일 아사쿠라촌은 폐지되었다.

## 교통

### 철도
촌역을 오우 본선이 지나가긴 했으나 역은 소재하지 않았다.

### 교통
- 오슈 가도 (현:국도 13호선)